# 伊斯兰捍卫者阵线
伊斯兰捍卫者阵线（阿拉伯语：‎，FPI)或译伊斯兰防卫者阵线，是印度尼西亚的一个激进派宗教组织，因以伊斯兰的名义进行仇恨犯罪和暴力活动而恶名昭著。有一些包括温和派穆斯林在内的印度尼西亚人呼吁取缔该组织。该组织鼓吹实施伊斯兰教法，在雅加达和西爪哇较活跃。该组织经常干扰被视为进行“不道德”活动的场所，如：酒吧、按摩院和夜总会。该组织也常在斋月阻止售卖食物的路边摊贩在白天营业。
2020年12月30日，印尼时任内政部长迪托、司法与人权部长雅松纳、通讯与信息部长尊尼、总警长伊达姆、总检察长布哈努丁和国家反恐局长波伊·拉弗里联合发布了禁止“伊斯兰捍卫者阵线”一切活动的法令。印尼时任政治法律和安全事务协调部长马福特在雅加达的一个新闻发布会上表示，“伊斯兰捍卫者阵线”威胁了印尼的国家意识形态，进行了非法的搜查和暴行，包括恐怖主义行为，而该组织的许可证已过期。政府还展示了里兹克·谢哈布的录音，承诺“伊斯兰捍卫者阵线”效忠于伊斯兰国，并支持伊斯兰国的哈里发国制度。

## 背景和目的
伊斯兰捍卫者阵线由阿拉伯裔印度尼西亚人穆罕默德·里兹克·谢哈布于1998年8月17日创立。该组织的建立得到了军警将领，包括前雅加达警察局局长Nugroho Jayusman和前印尼武装部队司令维兰托的支持。该组织的宗旨是在印度尼西亚实施伊斯兰教法，一份国际危机报告将其称之为“城市暴徒组织”。根据维基解密所泄露的美国外交电文显示，伊斯兰捍卫者阵线获得了来自警方的资助。

## 暴力活动
警方记录在案的FPI参与的暴力事件2010年有29起，2011年有5起，分别发生在西爪哇省、万丹省、中爪哇省、北苏门答腊省和南苏门答腊省。
他们也经常会威胁到目标人物的安全和安宁，因来自FPI之类组织的威胁，Lady Gaga印度尼西亚Born This Way Ball演唱会被迫取消。
下面是他们制造的几起暴力事件：
- 2008年6月1日，FPI袭击了在印尼国家纪念塔前集会的信仰和宗教自由全国联盟（AKKBB）成员，这起“莫纳斯事件”引起了公愤，并导致FPI创始人被捕。[12]
- 2010年6月，因误以为是已取缔的印度尼西亚共产党的一次会议，FPI与其它组织一起袭击了东爪哇省某个以免费医疗为主题的会议。[8][13]
- 2011年2月6日，万丹省板底兰（英语：Pandeglang Regency）县芝格锡镇，1500名暴徒冲击了当地一处阿赫迈底亚教派穆斯林领导人的住所，事件造成3人被殴打致死，另有5人受伤。[14][15]强硬的伊斯兰组织袭击了茂物附近的阿赫迈底亚教派总部以及其它地区，如东龙目县、打横、Parung和牙律等地的阿赫迈底亚派穆斯林。[16]
- 对优思明园印尼基督教会和勿加泗峇达基督新教教会（英语：Batak Christian Protestant Church）的袭击，使用暴力手段逼迁。[17][18]FPI也赞同亚齐省辛吉尔县（英语：Aceh Singkil Regency）政府关闭大约20座教堂的决议。当地的法律并不符合保证宗教信仰自由的印尼宪法。[19]
- 在2010年和2012年干扰国际LGBTI联合会于泗水举行的会议以及加拿大籍自由派穆斯林伊莎德·曼吉在雅加达的新书推介典礼，使这两项活动最终被腰斩。[20][4]
- 该组织也曾在2013年联同其他伊斯兰激进组织，公开抗议世界小姐选美大赛在印尼举行，印尼政府之后把原定于雅加达举行的决赛移至印度教徒占多数的峇里岛。虽然FPI成员之后企图从东爪哇乘船到峇里岛继续展开抗议活动，但却遭警方阻止。[21]
- 该组织更在雅加达华裔基督徒省长钟万学上任前多次发动游行示威，反对他担任省长。然而，钟万学仍在2014年11月19日正式上任。[4]

## 受到抗议
2012年2月11日，四名重量级领袖乘坐航班从雅加达飞往中加里曼丹省，为其在省会帕朗卡拉亚成立的分会举行成立典礼，在帕朗卡拉亚的吉利里乌机场，包括创办人在内的FPI一行人被大约800名达雅族抗议人群包围。示威者将FPI的领导人强行留置在跑道上，此举造成空中交通中断三个多小时。一直到机场官员保证FPI人员不会离开机场，并将飞往另一个目的地后，群众才散去。随后，FPI一行人飞去了南加里曼丹省的马辰。达雅部落委员会（Dewan Adat Dayak）副主席后来表示，因FPI的出现会造成紧张气氛，中加里曼丹省是一个以利于宗教和谐而闻名之地，委员会已要求中加里曼丹省警察局取缔FPI的分会。中加里曼丹省政府正式致函表示，他们坚决抵制FPI在本省建立分会的做法，因为它违背了当地达雅族人民坚持和平的常识。该信函被分别发往政治、法律和安全事务统筹部、印度尼西亚总统、人民协商会议主席、众议院议长、宪法法院院长、内政部长和国家警察局长处。2012年2月15日，计有17名加盟伊斯兰信徒阵线（FUI）的FPI成员，前往国会大厦，就FPI高层人员在巴朗卡拉雅Tjilik Riwut机场受到不友善待遇，以及当地民众拒绝FPI在巴朗卡拉雅成立分会，向第三委员会议员作出投诉。FPI声称，内政部无理由冻结或评估FPI的活动，要求解散FPI的言论完全是不明智的。